# 跨越愛線
《跨越愛線》（羅馬化：Nan Fah Chalalai），改編自作家Sornklin的同名小說作品。由Maker Group發行，詹姆斯·馬、娜塔妮查·丹瓦塔納瓦尼和皮拉維·塔奇沙鵬領銜主演的愛情連續劇。該劇於2023年1月30日開鏡，同年10月25日殺青，2024年7月25日於Ch3Thailand首播。觀眾亦可透過網播平台3Plus與Netflix觀看重播。

## 演員陣容
註：括號內的演員姓名為小名。

### 主要演員
- 詹姆斯·馬（James Ma） 飾演 Nantawan Nonthakitjonan（Nan）
- 娜塔妮查·丹瓦塔納瓦尼（Nychaa） 飾演 Chalalai Patthammanan（Nam）
- 皮拉維·塔奇沙鵬（Mean） 飾演 Fakhram Thanathip（Fah）

### 其他演員
- 卡邦迪特·賈迪（Junior） 飾演 Thanakorn Thiraphaibul（Korn）
- 查雅妮·彩佳容（Tita） 飾演 Kawintra Wiphaphornphan（Kaem）
- 查塔瑞卡·西緹普容（Care） 飾演 Kamolchanok（Ke）
- 莎若查·瓦缇塔盼（Tao） 饰演 Kewalin（Lin）
- 恰約隆·西嵐亞堤迪（Chai） 飾演 Phassaphong Nonthakitjonan（Phong）
- 鞏卡潘·參蘇立亞（Noom） 飾演 Khomchan Rueangphut（Chan）
- 薩魯·威奇德拉南達（Big） 飾演 Adis Thanathip（Adis）
- 素蓬·詹金倫蓬（Lift） 飾演 Adul Thanathip
- 納西瓦·諾皮隆柴（Joker） 飾演 Kuea Wiphaphornphan
- 納帕·崇金達柴（Toptap） 飾演 Khunphol（Phol）
- 肯馬拉特·松索儂（Ong） 飾演 Thanawut（Tiara）
- 娜塔帕頌·西瑪恬（Dao） 飾演 Minthita（Mint）
- 齊娜帕·齊迪柴瓦郎古（Flute） 飾演 Burin
- 芭塔娜·薩丘功 飾演 Chuen

## 劇集原聲帶
| 曲序 | 曲目         | 演唱者                | 时长 |
| ---- | ------------ | --------------------- | ---- |
| 1.   | 我的陽光（My Sunshine） | 娜塔妮查·丹瓦塔納瓦尼 | 3:46 |

## 劇集迴響

### 泰國電視收視
- 收視最低的集數以藍色表示，收視最高的集數以紅色表示，而空格則表示該集的收視沒有相關數據。

| 集數 No.   | 播放日期      | 播放時段 (UTC+07:00) | 15+收視率 | 來源   |
| ---------- | ------------- | -------------------- | --------- | ------ |
| 1          | 2024年7月25日 | 星期四 20:30         | 2.022     | [ 5 ]  |
| 2          | 2024年7月31日 | 星期三 20:30         | 1.903     | [ 6 ]  |
| 3          | 2024年8月1日  | 星期四 20:30         | 1.782     | [ 7 ]  |
| 4          | 2024年8月7日  | 星期三 20:30         | 2.161     | [ 8 ]  |
| 5          | 2024年8月8日  | 星期四 20:30         | 2.097     | [ 8 ]  |
| 6          | 2024年8月14日 | 星期三 20:30         | 2.019     | [ 9 ]  |
| 7          | 2024年8月15日 | 星期四 20:30         | 1.904     | [ 9 ]  |
| 8          | 2024年8月21日 | 星期三 20:30         | 2.103     | [ 10 ] |
| 9          | 2024年8月22日 | 星期四 20:30         | 2.026     | [ 10 ] |
| 10         | 2024年8月28日 | 星期三 20:30         | 1.752     | [ 10 ] |
| 11         | 2024年8月29日 | 星期四 20:30         | 1.919     | [ 10 ] |
| 12         | 2024年9月4日  | 星期三 20:30         | 2.041     | [ 10 ] |
| 13         | 2024年9月5日  | 星期四 20:30         | 1.843     | [ 10 ] |
| 14         | 2024年9月11日 | 星期三 20:30         | 1.795     | [ 10 ] |
| 15         | 2024年9月12日 | 星期四 20:30         | 1.829     | [ 10 ] |
| 16         | 2024年9月18日 | 星期三 20:30         | 2.111     | [ 10 ] |
| 平均收視率 | 平均收視率    | 平均收視率           | 1.957     | 1      |

^1  基於每集的平均觀眾份額。

## 外部連結
- MyDramaList上的劇情簡介 （页面存档备份，存于）（英文）
- 豆瓣电影上《跨越愛線》的資料 （简体中文）